# Pri hrastu na levo
Pri hrastu na levo je zbirka kratkih sodobnih pravljic avtorice Milene Miklavčič. Knjiga je izšla leta 2006 pri časopisno-založniškem podjetju Gorenjski glas.

## Kratka obnova
V zbirki kratkih sodobnih pravljicah je predstavljena Zakajčova ulica in njeni prebivalci. To so Blaž, Gašper, Lidija, Nika, Tadej, Tanja, Tomaž, njihovi starši, teta Mica in ostali. Kratke pravljice govorijo o prigodah teh otrok in njihovih srečanj z namišljenimi prijatelji, boleznimi, nadnaravnimi stvarmi in junaki drugih pravljic. Čeprav se vse pravljice med seboj povezujejo, pa je vsaka posebej zaključena celota.

## Glavni junaki
Glavni junaki pravljic so že prej omenjeni otroci - Blaž, Gašper, Lidija, Nika, Tadej, Tanja in Tomaž. Vsak otrok imajo svoje značilnosti - Blaž je nagajiv deček, ki je vedno pripravljen na igro, Lidija je zelo radovedna in rada pripoveduje o stvareh, ki so se čez dan zgodile njej in njenim prijateljem, Nika je deklica, ki se redko kdaj smeji, Tadej je pravi raziskovalec, ki upa, da bo nekoč odkril otok z dinozavri, Tanja ima velike probleme s svojimi zobmi in je zaradi tega zelo sramežljiva, Tomaž pa je deček, ki večino svojega časa nakloni čričkom. 
Poleg glavnih junakov pa v pravljicah nastopajo tudi stranski junaki, ki jih predstavljajo odrasli (starši, teta Mica, živali in namišljeni prijatelji v podobi črička Matička, miške Tilčke, Spančka Zaspančka, Strahca in Vetra). V krakih sodobnih pravljicah pa najdemo omenjene tudi junake iz ljudskih pravljic - Rdečo kapico, Sneguljčico in sedem palčkov. Te pravljice pa imajo tudi nekatere junake, ki jih ne najdemo velikokrat v zgodbah za otroke. Take osebe so poosebljena bolezen Angina, Luna in Sonce.
Avtorica v svojih kratkih sodobnih pravjicah ni idealizirala odraslih, ampak otroke, zato imajo starši v pravljicah manj pomembno vlogo. Predstavljeni so kot osebe, ki pogosto nočejo poslušati svojih otrok. Teta Mica je pri otrocih zelo priljubljena, saj ima posebno čudežno skrinjo napolnjeno z zgodbami za otroke.

## Kratka analiza
Zbirka kratkih sodobnih pravljic je nastala na podlagi avtobiografskih izkušenj avtorice in njenega življenja.
Vsaka pravljica je zaključena, vendar se vse med seboj povezujejo z junaki in krajem ter časom dogajanja. Kraj dogajanja je Zakajčova ulica, ki predstavlja ulico, kjer živi pisateljica Milena Miklavčič. Poleg prostora je v zgodbah avtobiografska tudi povezanost z glavnimi junaki. Večina glavnih junakov je namreč resničnih, le nekaj je izmišljenih.
V vseh pravljicah pride do zapleta, ki pa se pred koncem hitro razreši.
Vsaka posamezna zgodba je zgrajena v smislu teorije »dom - odhod od doma - vrnitev domov«. To pomeni, da je junak vsake posamezne pravlice doma ali v nekem bližjem, znanem okolju, nato odide od doma po svetu (po navadi na pustolovščino) in se na koncu zopet vrne domov. 
V kratkih sodobnih pravljicah avtorica obravnava tematiko, ki je otrokom in tudi odraslim blizu. To je srečanje z boleznijo, s strahom, izgubo in tudi ostalimi vsakdanjimi stvarmi.